# Antônio Nascimento
Antônio Roberto Xavier Nascimento (Brejo Santo, 18 de agosto de 1977) é um ciclista brasileiro, que em 2015 competiu pela equipe Osasco-Penks.
Apelidado no pelotão profissional de "Tonho" ou "Tonhão", é considerado um especialista em montanha, tendo vencido a classificação geral da Volta de Santa Catarina de 2003 e da Volta Ciclística de São Paulo de 2004.
É também o maior vencedor da classificação de montanha da Volta Ciclística de São Paulo, vencendo-a em três oportunidades (2004, 2006 e 2010), além da classificação de montanha de outras entre as principais voltas do país, como a do Giro do Interior de São Paulo e da Volta de Gravataí, ambas em 2010, a da Volta de Santa Catarina de 2003 e a do Tour do Rio de 2011. Nesse ano, também foi o 2º colocado no ranking brasileiro de ciclismo de estrada.

## Principais resultados
2002
1º  Classificação Geral do Torneio de Verão
5º - Classificação Geral da Volta de Santa Catarina
1º - Etapas 2 e 4
2º - Prova Ciclística 9 de Julho
3º - Volta do ABC Paulista
2003
1º  Classificação Geral do Torneio de Verão
1º - Etapa 3
2º - Prova Ciclística 1° de Maio - GP Ayrton Senna
1º  Classificação Geral da Volta de Santa Catarina
1º  Classificação de Montanha
1º - Etapa 1
4º - Volta do ABC Paulista
2º - Copa da República de Ciclismo
2004
1º  Classificação Geral da Volta Ciclística de São Paulo
1º  Classificação de Montanha
2º - Classificação Geral da Volta de Santa Catarina
1º - Etapa 6
2005
2º - Classificação Geral da Volta do Paraná
1º - Etapa 2
4º - Campeonato Brasileiro de Ciclismo de Estrada
4º - Classificação Geral da Volta de Santa Catarina
1º - Etapa 5
2006
1º  Classificação de Montanha da Volta Ciclística de São Paulo
3º - Prova Ciclística 9 de Julho
4º - Meeting Internacional de Ciclismo
3º - Classificação Geral da Volta do Litoral Paranaense
1º - Tour de Mato Grosso
1º - Etapa 7 do Tour de Santa Catarina
2º - 100km de Brasília de Ciclismo
2007
3º - 100km de Brasília de Ciclismo
2008
5º - Classificação Geral da Volta Ciclística de São Paulo
2º - Prova Ciclística 1° de Maio - GP Ayrton Senna
2º - Classificação Geral do Tour de Mato Grosso
5º - Copa Recife Speed Bike
10º - Ranking Brasileiro de Ciclismo de Estrada
2009
2º - Classificação Geral do Tour de Santa Catarina
1º - Etapa 3 da Volta do Paraná
4º - Campeonato Brasileiro de Ciclismo de Estrada
2010
4º - Copa Hilário Diegues
8º - Classificação Geral do Giro do Interior de São Paulo
1º  Classificação de Montanha
1º - Etapa 1
3º - Classificação Geral da Volta de Gravataí
1º  Classificação de Montanha
4º - Prova Governador Dix-Sept Rosado
5º - Classificação Geral da Volta Ciclística de São Paulo
1º  Classificação de Montanha
1º - Etapa 9
9º - Ranking Brasileiro de Ciclismo de Estrada
2011
3º - Classificação Geral da Volta de Gravataí
1º - Etapa 2
1º - GP de Ciclismo Cidade de Montes Claros
5º - Classificação Geral do Tour do Rio
1º  Classificação de montanha
2º - Etapa 4
1º - Troféu Anésio Argenton
2º - Prova Governador Dix-Sept Rosado
8º - Classificação Geral da Volta Ciclística de São Paulo
1º - Etapa 1
2º - Ranking Brasileiro de Ciclismo de Estrada
2013
1º  Classificação Geral do Giro do Interior de São Paulo
1º - Etapa 1
2º - Etapa 6 da Vuelta a Guatemala
4º - Volta Ciclística do Grande ABCD